# Dobrá Voda (Pelhřimovi járás)
Dobrá Voda település Csehországban, a Pelhřimovi járásban. Dobrá Voda Nová Buková, Nový Rychnov, Zajíčkov és Pelhřimov településekkel határos. Lakosainak száma 201 fő (2024. január 1.).

## Népesség
A település lakosságának változását az alábbi diagram mutatja:
| Lakosok száma | 485  | 443  | 411  | 288  | 259  | 214  | 194  | 205  | 201  | 201  |
|               | 1869 | 1890 | 1921 | 1950 | 1980 | 2001 | 2017 | 2019 | 2022 | 2024 |